# Impossibile (Gemelli DiVersi)
Impossibile è un singolo del gruppo musicale italiano Gemelli DiVersi, pubblicato 20 dicembre 2024.

## Descrizione
Il brano parla delle difficoltà che si possono incontrare nella vita e del momento, ed è stato descritto in questo modo:

## Tracce
Testi di Alessio Bernabei, Francesco Stranges, Gabriele D'Asaro ed Emanuele Busnaghi, musiche di Alessio Bernabei, Emanuele Busnaghi, Francesco Stranges, Gabriel Rossi, Gabriele D'Asaro, Lorenzo Santarelli e Marco Salvaderi.
1. Impossibile – 3:00